# رودریگو گودوی
رودریگو گودوی (انگلیسی: Rodrigo Godoy؛ زادهٔ ۲۹ اکتبر ۱۹۸۹) بازیکن فوتبال است.